# 79900 Coreglia
79900 Coreglia è un asteroide della fascia principale. Scoperto nel 1999, presenta un'orbita caratterizzata da un semiasse maggiore pari a 2,7108958 UA e da un'eccentricità di 0,1701298, inclinata di 3,70319° rispetto all'eclittica.
L'asteroide è dedicato alla località italiana di Coreglia Antelminelli.